# Radio- en televisietoren van Riga
De radio- en televisietoren van Riga (Lets: Rīgas radio un televīzijas tornis) is een zendtoren in Riga en is met 368,5 m de hoogste vrijstaande constructie in de Europese Unie. De bouw duurde van 1979 tot 1986. Op 97 m hoogte bevindt zich een uitkijkplatform met zicht op de stad en, bij goed weer, tot aan de Golf van Riga.
De toren is gebouwd op het eiland Zaķusala in de rivier de Westelijke Dvina. De toren zou bestand zijn tegen windsnelheden tot 44 m/s. Er zijn twee liften, een in de noordoostelijke en een in de zuidwestelijke pilaar. De derde pilaar heeft trappen.
De uitzendingen vanaf de toren begonnen in 1986.